# Estimfalis
Estimfalis (en llatí Stymphalis) era un districte a l'oest del Regne de Macedònia. Els romans la van adjuntar a Macedònia juntament amb Atintània i Elimiotis l'any 168 aC, quan van conquerir aquell país, segons diu Titus Livi.
A partir d'aquesta descripció, i sabent que els tres territoris units a Macedònia formaven part de l'Epir a les fronteres amb Tessàlia, s'ha pensat que Stymphalis només és una altra forma del nom més comú de Tymphalis o Tymphaea, encara que Diodor de Sicília parla explícitament d'Estimfalis. Claudi Ptolemeu parla de la ciutat de Girtona a Estimfalis però podria estar parlant de Timfea.